# Cockfosters
Cockfosters ist ein Stadtviertel in den Londoner Boroughs Barnet und Enfield.

## Geschichte
Das Gebiet Cockfosters wurde 1524 erstmals urkundlich erwähnt. Es ist vermutlich der Name einer Familie, die dort lebte oder der Name von einem Haus, was hier ehemals stand.
1839 wurde die anglikanische Christ Church Cockfosters gegründet. 1930 kam außerdem eine römisch-katholische Kirche hinzu. Mit der Eröffnung der Station Cockfosters der Piccadilly Line im Jahr 1933 erlangte der Name größere Bekanntheit.
Seit 1965 gehört Cockfosters zu Greater London.

## Sport
Der Fußballverein Cockfosters F.C. spielt hier.

## Verkehr
In Cockfosters befinden sich zwei Bahnstationen, Cockfosters und Oakwood. 
Zudem fahren hier die Londoner Buslinien 298, 299, 307, 384, 692, 699 und N91.